# Цайзель, Ева
Ева Цайзель (нем. Eva Zeisel, урожд. Ева Амалия Штрикер, венг. Striker Éva Amália; 13 ноября 1906, Будапешт — 30 декабря 2011, Нью-Сити, Нью-Йорк) — известный керамист, скульптор и промышленный дизайнер. Работы Цайзель выставлялись на Всемирной выставке в Филадельфии, она работала на майоликовой и других фабриках в Германии. Пять лет провела в СССР, где некоторое время занимала высокий пост в фарфорово-стекольной отрасли, но затем была арестована и спустя 1,5 года выслана из страны. Жила в Вене, затем в США, где сделала успешную карьеру и преподавала. Стала первой женщиной, которой была устроена персональная выставка в Музее современного искусства в Нью-Йорке.

## Биография
Ева Штрикер родилась 13 ноября 1906 года в Будапеште, в зажиточной еврейской семье. Её отец был владельцем текстильной фабрики, а мать, Лаура Поланьи, преподавала историю в Будапештском университете. Племянница Майкла (Михая) Поланьи, английского физика, химика и философа, и Карла (Кароя) Поланьи, американо-канадского экономиста и социолога.
Ева с детства интересовалась искусством и в 1923 году поступила в Венгерскую высшую королевскую школу изобразительных искусств, где проучилась три семестра. Спустя год после начала обучения ей удалось побывать на Международной выставке декоративного и промышленного искусства в Париже. Посещение выставки окончательно формирует представления Штрикер о современных тенденциях в дизайне. Она принимает решение бросить учёбу в Академии и поступает ученицей в гончарную мастерскую Карапанчика. Через год работы самой Евы Штрикер уже экспонировались на следующей Всемирной выставке в Филадельфии и удостоились почетного диплома.
Живя в Будапеште, Штрикер создала свою гончарную мастерскую, одновременно с этим она работала внештатным сотрудником Кишпештской фабрики керамики. Работы, созданные ей в те годы, внесли особый вклад в развитие керамики Венгрии. Некоторое время она была близка с Артуром Кёстлером, дружеские отношения с ним сохранились на всю жизнь.
В 1928 году Штрикер переехала в Германию и стала работать на Шрамбергской майоликовой фабрике в Шварцвальде. Там она узнала о предварительном моделировании будущих изделий из бумаги. На Еву оказали влияние идеи Баухауса, но, несмотря на строгую четкость форм, её работы всегда оставались остроумными и изысканными.
В 1930 году она перебирается в Берлин, где работает над чайно-кофейным сервизом, выполняя заказ Кристиана Карстенса, владельца фирмы C. & E. Carstens. В этот период художница познакомилась с физиком Александром Вайсбергом, который работал в Харькове, в 1932 году они обручились. Сразу после этого она поехала в Советский Союз.
В Советском Союзе её карьера вначале складывалась очень удачно, она стала работать в качестве зарубежного специалиста на керамическом заводе в Харькове. Вскоре она переезжает в Москву, где в 29 лет становится художественным руководителем фарфорово-стекольной отрасли всего СССР. По её моделям осуществляется производство фарфоровых изделий на Дулёвском и Ломоносовском фарфоровых заводах.
26 мая 1936 года Ева была арестована, её обвинили в подготовке покушения на Сталина, вначале её отправили на Лубянку, потом в ленинградские «Кресты». В камере она провела полтора года.
Незадолго до ареста она развелась с Александром Вайсбергом. Несмотря на это, Александр ездил в Ленинград, затем в Москву, чтобы хлопотать за Еву. Хождение по кабинетам в Москве заняло несколько месяцев и увенчалось успехом — в сентябре 1937 года Еву неожиданно освободили, выдали новый паспорт и выслали из страны. Через Польшу она попала в Австрию. История её ареста и рассказы о тюрьме были использованы Артуром Кёстлером при создании романа «Слепящая тьма». Через полгода после высылки Евы из СССР её бывший муж, Александр Вайсберг был арестован по делу УФТИ и Артур Кёстлер помог ей организовать письма нобелевских лауреатов Ирен Жолио-Кюри, Жана Перрена и Фредерика Жолио-Кюри в защиту Александра Вайсберга и его коллеги Фридриха Хоутерманса. Никакого ответа, впрочем, на эти обращения не последовало.
В Вене она познакомилась со своим будущим мужем, впоследствии известным юристом и статистиком, профессором Чикагского университета Гансом Цайзелем. Спустя несколько месяцев, после аншлюса Австрии в марте 1938 года, им обоим пришлось бежать от нацистов в Великобританию. В Лондоне они поженились и в том же 1938 году покинули Англию, переехав в США. Эту страну Цайзель называла своей второй родиной.
В США Цайзель сделала стремительную карьеру, она делала проекты для лучших компаний, и преподавала индустриальную керамику в Институте Пратта в Нью-Йорке. В 1946 году Музей современного искусства в Нью-Йорке устроил персональную выставку её работ — впервые на выставке такого рода автором была женщина.
В 2011 году Ева Цайзель скончалась в Нью-Сити, штат Нью-Йорк в возрасте 105 лет.
Работы Евы Цайзель находятся во многих музеях современного искусства США, Венгрии, России, Германии и Великобритании. В 1998 году она стала почетным доктором Королевского колледжа искусств в Лондоне. Почетную степень доктора ей вручила и школа дизайна имени Парсона. В 2004 году она получила награду Венгерской республики.

## Кино
В 2002 году режиссёром Джилл Джонстон был снят большой документальный фильм Throwing Curves: Eva Zeisel о жизни Евы Цайзель.